# Эпирское восстание (1854)
Эпирское восстание (греч. Επανάσταση της Ηπείρου) — национально-освободительное восстание греков Османской империи, охватившее в 1854 году Эпир, Фессалию и Крит, ставившее своей целью присоединение к независимой Греции земель, населенных греками, и негласно поддержанное Греческим королевством.
Когда разразилась Крымская война (1854–1856), многие греки Эпира при молчаливой поддержке греческого государства восстали против османского владычества. Они почувствовали, что появилась возможность получить земли, населенные греками, но не входящие в состав независимого Греческого королевства. Хотя официально греческое государство под жестким дипломатическим и военным давлением англичан и французов (союзников османов) воздерживалось от активного вступления в конфликт, ряд восстаний был организован в Эпире, Фессалии, на Крите при поддержке отдельных лиц и групп, в основном, военных, из независимой Греции.

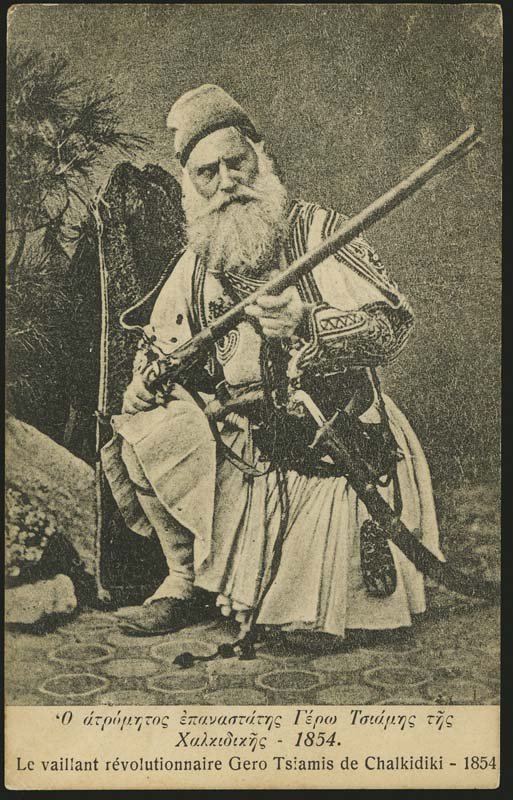
Повстанец Цамис Каратасос, полуостров Халкидики, Центральная Македония.

В Афинах стали собираться добровольцы, чтобы отправиться в Эпир, Фессалию и Македонию. Турецкие войск здесь были ослаблены, многие части были отправлены для борьбы с русскими войсками. Зимой 1853-54 г.г. около 7000 добровольцев двинулись в Эпир под командованием генералов Мамуриса и Гриваса. Добровольцы также прибывали из Занте и Кефалонии. В январе 1854 года в районе Арты (в Эпире) вспыхнуло восстание, перекинувшееся на Фессалию, где действовал Хаджи-Патрос. Каратасос стал действовать в Македонии, а Филатерос — в Пинде. В феврале было сформировано объединенное повстанческое командование под командованием генерала Дзавеласа. В начале марта Гривас попытался пойти дальше на север, захватив Мецово, но 27 марта, после неоднократных османских атак, поддержанных албанскими иррегулярными формированиями, Гривасу пришлось отступить. Мецово было сожжено.
Османская империя направила Греции ультиматум об отводе её войск за границу. Дипломатические отношения между двумя государствами были разорваны, а греческое население империи стало подвергаться гонениям. 13 апреля турки численностью 6000 человек при поддержке британской и французской артиллерии атаковали штаб повстанцев в восточной части Арты недалеко от деревни Пета. После ожесточенного боя и тяжелых потерь Дзавелас и его люди отступили за греческую границу. Тем временем османы двинулись на север, чтобы уничтожить повстанческое движение в районе Янины. В Плаке повстанческие отряды С. Караискакиса и Н. Зерваса дали отпор туркам и албанцам, заставив их отступить с большими потерями.
Ситуация для греков начала ухудшаться, когда в регион прибыло дополнительное османское подкрепление. С другой стороны, британские и французские войска заблокировали порт Пирей и ряд других греческих портов, что затруднило получение подкреплений и боеприпасов для революционеров и оказало дополнительное давление на греческое правительство, чтобы заставить его вернуть офицеров. Французы потопили корабль с боеприпасами, отправленными в Салоники. После ряда ожесточенных боёв при Вулгарели, Скуликарии и Клайди восстание было подавлено к 12 мая, и повстанцы отступили за греческую границу. 
Когда восстание в Эпире было окончательно подавлено, начались репрессии: османские и албанские банды разграбили и сожгли ряд городов и деревень. Это прекратилось только с окончанием Крымской войны в 1856 году.